# Синюшчина криниця
«Синю́шчина крини́ця» — оповідь Павла Бажова з його збірки «Малахітова скринька», створена на основі фольклору Уралу.
Вперше надруковано в «Московському альманаху» 1939 року. Оповідь переклали англійською мовою Алан Вільямс (Alan Moray Williams) 1944 року у складі збірки «The Malachite Casket: Tales from the Urals» та Ева Меннінг (Eve Manning) у 1950-х роках.
Оповідь друкувалася в СРСР і Росії як у збірці оповідей, так і окремою книгою та аудіокнигою.

## Сюжет
На одному з уральських заводів жив хлопець Ілля, який рано залишився бобилем, поховавши діда Ігната, бабусю Лукер'ю та батька з матір'ю. Від Лукер'ї залишилося йому у спадок ситечко різноколірних пір'їнок; також вона настановила, як далі жити. Після похорону бабусі Ілля взяв собі лише три пера: біле, чорне та руде. Залишившись без рідних, пішов парубок на копальні.
Ідучи через ліс, набрів Ілля на криницю і захотів із неї напитися води. А з водяного віконця вийшла бабуся вся синя — бабця Синюшка. На вигляд вона була старою, а голос — як у молодої дівчини. Не дала вона йому води напитися, навіть хотіла затягнути Іллю в криницю: «Ось вона якась, бабця Синюшка. Рівно ледве жива, а очі дівочі, погибельні, і голос, як у молоденької, так і дзвенить. Подивився б, як вона обертається красною дівкою» (рос. Вот она какая, бабка Синюшка. Ровно еле живая, а глаза девичьи, погибельные, и голос, как у молоденькой, — так и звенит. Поглядел бы, как она красной девкой оборачивается.), — подумав молодик.
Двічі зустрівшись із Синюшкою, втретє прийшов він до неї вночі, коли тільки-но народився на небі місяць. Баба Синюшка обдаровувала його коштовностями в особі гарних дівчат. Але взяв Ілля від них тільки ягоди у своє сито з пір'їнками, розпрощався та пішов. Вдома дно ситечка відвалилося, і на підлогу висипалася гора самородків. Зажив він іншим життям, купив будиночок і пішов із копалень. А незабаром зустрів дівчину, яка, як дві краплі води, була на молоду чаклунку Синюшку схожа. Взяв її за дружину Ілля і зажив з нею щасливо в коханні та достатку. Криниці тієї більше ніхто не знаходив.

## У культурі
- В СРСР фірма «Мелодія» випустила оповідь на грамплатівці.
- Цю оповідь Бажова втілив на радіо один із провідних радянських майстрів радіомовлення для дітей — Микола Литвинов[ru].
- 1973 року створено радянський мультиплікаційний фільм «Синюшчина криниця»[ru].
- 1978 року на екрани вийшов короткометражний художній фільм «Синюшчина криниця», де роль баби Синюшки зіграла Тетяна Малягіна[ru].
- Нині в Росії на сценах дитячих театрів ставляться спектаклі за мотивом оповіді «Синюшчина криниця», зокрема в Єкатеринбурзькому театрі ляльок.
- 2006 року Світлана Нестерова поставила мюзикл «Скарби чарівної криниці, або Історія на Зюзельському болоті» (рос. Сокровища волшебного колодца, или История на Зюзельском болоте)[6], заснований на цій оповіді Бажова.
- В уральському Мінералогічному музеї імені Ферсмана[ru] є своєрідний атракціон «Синюшчина криниця».